# Manta Open 2013
Il Manta Open 2013 è stato un torneo di tennis facente parte della categoria ATP Challenger Tour nell'ambito dell'ATP Challenger Tour 2013. È stata la 10ª edizione del torneo che si è giocata a Manta in Ecuador dal 1° al 7 luglio 2013 su campi in cemento e aveva un montepremi di $35,000+H.

## Partecipanti singolare

### Teste di serie
| Nazionalità | Giocatore             | Ranking* | Testa di serie |
| ----------- | --------------------- | -------- | -------------- |
| Stati Uniti | Michael Russell       | 95       | 1              |
| Argentina   | Guido Andreozzi       | 144      | 2              |
| Colombia    | Alejandro González    | 164      | 3              |
| Argentina   | Facundo Argüello      | 169      | 4              |
| Brasile     | Thiago Alves          | 202      | 5              |
| Ecuador     | Julio César Campozano | 209      | 6              |
| Canada      | Peter Polansky        | 213      | 7              |
| Brasile     | Fabiano de Paula      | 238      | 8              |

- Ranking al 25 giugno 2013.

### Altri partecipanti
Giocatori che hanno ricevuto una wild card:
- Emilio Gómez
- Diego Hidalgo
- Nicolás Massú
- Roberto Quiroz

Giocatori che sono passati dalle qualificazioni:
- Andres Cabezas
- Sergio Galdós
- Felipe Mantilla
- Eduardo Struvay

Giocatori che hanno ricevuto un entry come alternate:
- Iván Endara
- Juan Ignacio Londero
- Michael Quintero

## Vincitori

### Singolare
Michael Russell ha battuto in finale  Greg Jones con il punteggio di 4–6, 6–0, 7–5

### Doppio
Marcelo Arévalo /  Sergio Galdós hanno battuto in finale  Alejandro González /  Carlos Salamanca con il punteggio di 6–3, 6–4